# Embalse Jacqueline Kennedy Onassis
El Embalse Jacqueline Kennedy Onassis (en inglés Jacqueline Kennedy Onassis Reservoir) es un antiguo embalse situado en Central Park, en Manhattan, Nueva York, Estados Unidos. Se expande sobre una superficie de 43 hectáreas y fue construido entre 1858 y 1862. En 1994, fue rebautizado a su denominación actual en honor a la neoyorquina Jacqueline Kennedy, esposa del 35.º presidente estadounidense John F. Kennedy. 
Se extiende sobre casi toda la anchura del parque de este a oeste, y desde la calle 86 a la 96 de sur a norte. Es una de las principales pistas para correr del parque puesto que está habilitado para tal fin su perímetro, con una distancia de 2,54 km.
De una profundidad de 12,192 m, alberga 3 800 000 m³ de agua, que sirven esencialmente para el Harlem Meer y la piscina del parque.